# Benny Parsons
Benjamin Stewart Parsons, detto Benny (Wilkes County, 12 luglio 1941 – Charlotte, 16 gennaio 2007), è stato un pilota automobilistico statunitense, campione della NASCAR.

## Carriera
Dal 1963 al 1988 ha corso nella NASCAR Sprint Cup Series, ottenendo in totale 21 vittorie su 20 pole position. Inoltre dal 1972 al 1973, ha corso nella NASCAR Grand National East Series.
Nel 2006, gli viene diagnosticato un cancro ai polmoni. Il 26 dicembre dello stesso anno, viene ricoverato in terapia intensiva per complicanze legate al tumore. Muore il 16 gennaio successivo, al Carolinas Medical Center di Charlotte. È sepolto a Purlear nella sua casa d'infanzia, nella Contea di Wilkes nella Carolina del Nord.

## Riconoscimenti
Nel 1994 è stato introdotto nell'International Motorsports Hall of Fame. Nel 2017, è stato introdotto nella NASCAR Hall of Fame.